# Oscar Quiroz (cyclisme, 1995)
Pour les articles homonymes, voir Quiroz.
Oscar Quiroz Jr., né le 4 janvier 1995, est un coureur cycliste bélizien.

## Biographie
Oscar Quiroz pratique le cyclisme depuis l'âge de quatorze ans. Il exerce le métier d'analyste en politique environnementale au ministère de l'Environnement bélizien, lorsqu'il n'est pas actif dans les compétitions. Au cours de sa carrière sportive, il devient champion du Belize à de multiples reprises. Il obtient également de nombreuses victoires et diverses places d'honneur dans des courses locales. En dehors de son pays natal, il participe aux Jeux du Commonwealth de 2018, ou encore aux championnats panaméricains de 2021. Il monte par ailleurs sur le podium des championnats de la Caraïbe en 2019 et 2021, sous les couleurs de la sélection bélizienne. 
En août 2022, il se présente une nouvelle fois au départ des Jeux du Commonwealth. Lors de la course en ligne, il s'accroche au peloton principal et parvient à prendre la vingt-septième place. Il devance à cette occasion de nombreux cyclistes européens. Grâce à cette performance, il signe un contrat avec les Miami Blazers. Avec cette formation, il court occasionnellement sur le circuit américain. Il continue aussi de concourir au Belize. À l'étranger, il prend part aux Jeux d'Amérique centrale et des Caraïbes en 2023.

## Palmarès et résultats

### Par année
| - 2012 - Champion du Belize sur route juniors - 2013 - Champion du Belize sur route juniors - 2017 - Belmopan Cycling Classic - 2018 - DigiCell Valentine Tour - 2019 - Champion du Belize du contre-la-montre - Valentine's Day Classic : - Classement général - 1re étape - Tour of the West : - Classement général - 1re étape (contre-la-montre) - 2e du championnat de la Caraïbe sur route - 2020 - KREM New Year's Day Cycling Classic - 2e étape de la Valentine's Day Classic (contre-la-montre) - Westrac Race | - 2021 - Champion du Belize du contre-la-montre - 2e du championnat du Belize sur route - 3e du championnat de la Caraïbe du contre-la-monte - 2022 - Champion du Belize du contre-la-montre - Valentine's Day Classic : - Classement général - 1re étape (contre-la-montre) - 2023 - Champion du Belize du contre-la-montre - 2e étape de la Valentine's Day Classic (contre-la-montre) - Holy Saturday Cross Country Cycling Classic - 2024 - 2e du championnat du Belize du contre-la-montre - 2205 - 2e de la KREM New Year's Day Cycling Classic |  |

### Classements mondiaux
| Année            | 2019 | 2020 | 2021 | 2022 | 2023 | 2024 |
| ---------------- | ---- | ---- | ---- | ---- | ---- | ---- |
| UCI America Tour | 238e |      | 60e  | 201e | 174e | 319e |